# Mega (fournisseur d'énergie)
Pour les articles homonymes, voir Mega.
Mega est une entreprise belge qui fournit de l'électricité et du gaz naturel, ainsi que des abonnements mobiles aux particuliers et aux professionnels en Belgique et aux Pays-Bas. Fondée en juin 2013 par Michael Corhay et Thomas Coune, Mega possède son siège social à Liège ainsi que des bureaux à Louvain et à Rotterdam.

## Historique

### Fondation de Mega et début de fourniture en Belgique
Le fournisseur d'énergie Mega a été fondé en juin 2013 par Michael Corhay et Thomas Coune, deux entrepreneurs liégeois. L'objectif de Mega est d'offrir aux consommateurs belges, particuliers et professionnels, une alternative moins chère aux multinationales du marché de l'énergie. L'un des grands atouts de Mega est sa gestion entièrement internalisée. Que ce soit la comptabilité, l'informatique, le back-office ou le marketing, tout est pris en charge en interne.

### 2018:100 000clients en Belgique
Mega collabore autant que possible avec des producteurs locaux d'énergie verte. En 2018, la moitié de l'électricité fournie par Mega était achetée localement, notamment auprès des parcs éoliens de Zele, Feluy, Froidchapelle et Gesves. Deux ans plus tard, en 2020, ce pourcentage est monté à 70 %, provenant des mêmes producteurs locaux.
La même année, Mega a ouvert un bureau à Louvain, permettant, en collaboration avec le siège social de Liège, d'offrir un accompagnement de proximité pour les clients des deux côtés de la frontière linguistique grâce à des équipes locales.
En 2018, Mega a connu une forte expansion en rachetant cinq petits fournisseurs d'énergie : Belpower, Enovos, Comfort Energy, Energy People et Zéno (également connu sous le nom de Klinkenberg Energy). Grâce à ces acquisitions, Mega comptait plus de 400 000 clients fin 2019.

### Expansion en France et aux Pays-Bas
Depuis février 2019, Mega lance son activité en France. Le fournisseur propose de l'électricité verte et du gaz naturel sur l'ensemble du territoire métropolitain, pour tous les points de livraison desservis par les gestionnaires de réseaux Enedis (électricité) et GRDF (gaz naturel).
La première campagne télévisée et radio du fournisseur d'énergie belge Mega a été lancée en novembre 2020.
Le 10 juin 2021, Mega a adhéré à l'Accord pour le consommateur, qui vise à garantir une transparence totale dans les relations entre les fournisseurs d'énergie et leurs clients. Cet accord protège les consommateurs contre les pratiques abusives et les tarifs trompeurs.
En septembre 2021, il a été annoncé que Mega étendra ses activités aux Pays-Bas en tant que fournisseur d'énergie. À cet effet, une autorisation de fourniture a été délivrée le 10 juin 2021 par l'Autorité néerlandaise de la consommation et des marchés (nl) (ACM). 
Fin décembre 2021, le fournisseur d'énergie anversois Watz a cessé ses activités. Mega a alors conclu un accord pour accueillir les clients de Watz qui souhaitaient poursuivre leur fourniture d'énergie avec nous.
À la fin de l'année 2021, Mega comptait 600 000 contrats répartis sur l'ensemble du territoire belge. En octobre 2024, Mega compte quelque 25.000 contrats aux Pays-Bas. 

### Fin des activités en France
En novembre 2023, Mega annonce la fin de ses activités en France. Le portefeuille de clients et les effectifs restants ont été acquis par Ekwateur, un fournisseur d'énergie alternatif en France. 

### Lancement de Mega Telecom en Belgique
En février 2024, Mega Telecom a été créée dans le but d'offrir aux consommateurs belges, en plus de l'énergie, une alternative moins chère pour leur abonnement mobile. En tant qu'opérateur de réseau mobile virtuel (MVNO) belge, Mega Telecom utilise le réseau d'Orange.

## Controverse
Cette entreprise a déjà été discréditée à deux reprises en Belgique pour avoir trompé ses clients. La première infraction a été constatée au printemps 2021, lorsque l'Inspection économique belge a révélé que Mega attirait des clients depuis 2014 avec des prix attractifs, qui augmentaient considérablement après la fin de la durée du contrat. En conséquence, l'entreprise a été sanctionnée par une lourde amende.
À l'automne 2021, l'entreprise a de nouveau été discréditée à la suite de l'ouverture d'une enquête par l'Inspection économique. Cette fois, des clients bénéficiant de contrats à prix fixe ont constaté une augmentation soudaine et significative de leurs acomptes. Des plaintes ont été déposées tant auprès de Test-Achats que du médiateur. En 2020, Mega était à l'origine de 11 % des plaintes déposées auprès du médiateur, malgré une part de marché de seulement 4,11 %.
Cependant, en septembre 2024, Mega reçoit 4 étoile de la VREG pour l’indicateur des plaintes. Cela signifie que le médiateur de l'énergie a reçu environ 5,83 plaintes pour 5000 clients, soit une baisse significative des plaintes par rapport à 2023.